# Megasoma
Megasoma Kirby, 1825 è un genere di insetti coleotteri della famiglia Scarabaeidae.

## Descrizione

### Adulto

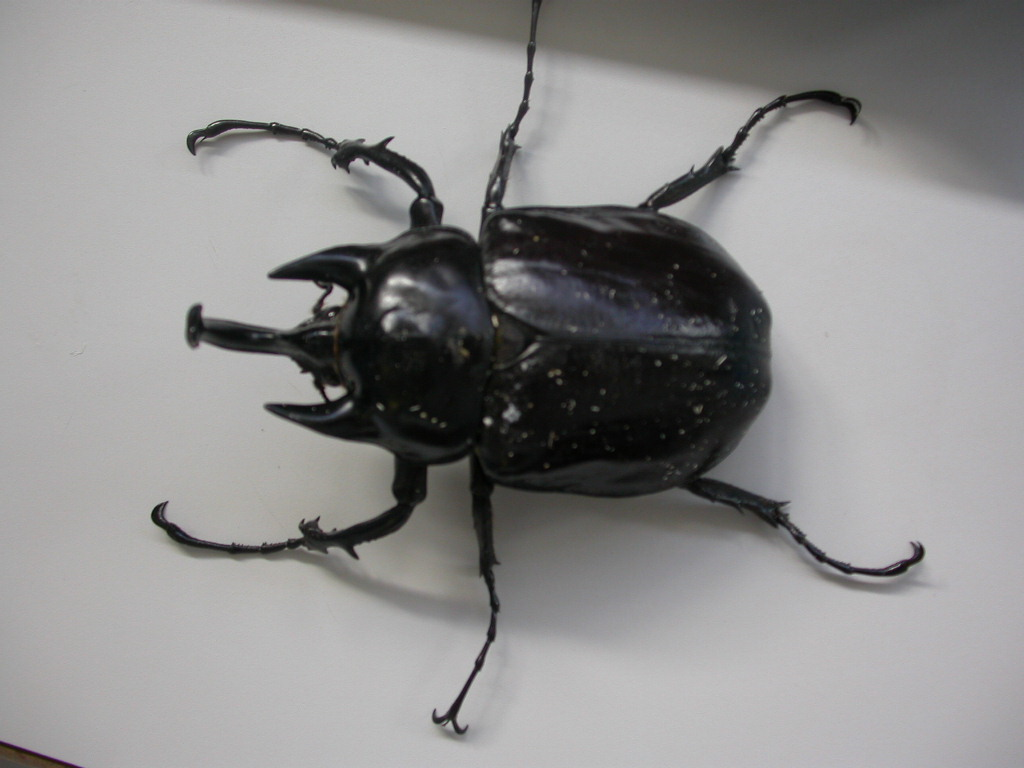
Megasoma actaeon.

Questi scarabeidi presentano un corpo robusto e tarchiato e sono di grandi dimensioni, arrivando a misurare fino a 14 cm. Alcune specie possono essere caratterizzate da una lieve peluria sulle elitre e sul pronoto mentre altre sono nero brillante. I maschi presentano un vistoso corno cefalico, assente nelle femmine.

### Larva
Le larve assomigliano a grossi vermi bianchi dalla forma a "C". Presentano il capo sclerificato e le tre paia di zampe atrofizzate. Lungo i fianchi presentano una serie di forellini chitinosi che servono all'insetto per respirare nel terreno.

## Biologia
Gli adulti sono visibili durante tutto l'arco dell'anno e sono di abitudini crepuscolari e notturne. Come in tutti i Dynastinae dotati di corna, i maschi ingaggiano violente sfide con i rivali per aggiudicarsi il territorio ed il diritto all'accoppiamento. Le larve si sviluppano a spese del legno morto e la materia organica in decomposizione.

## Tassonomia

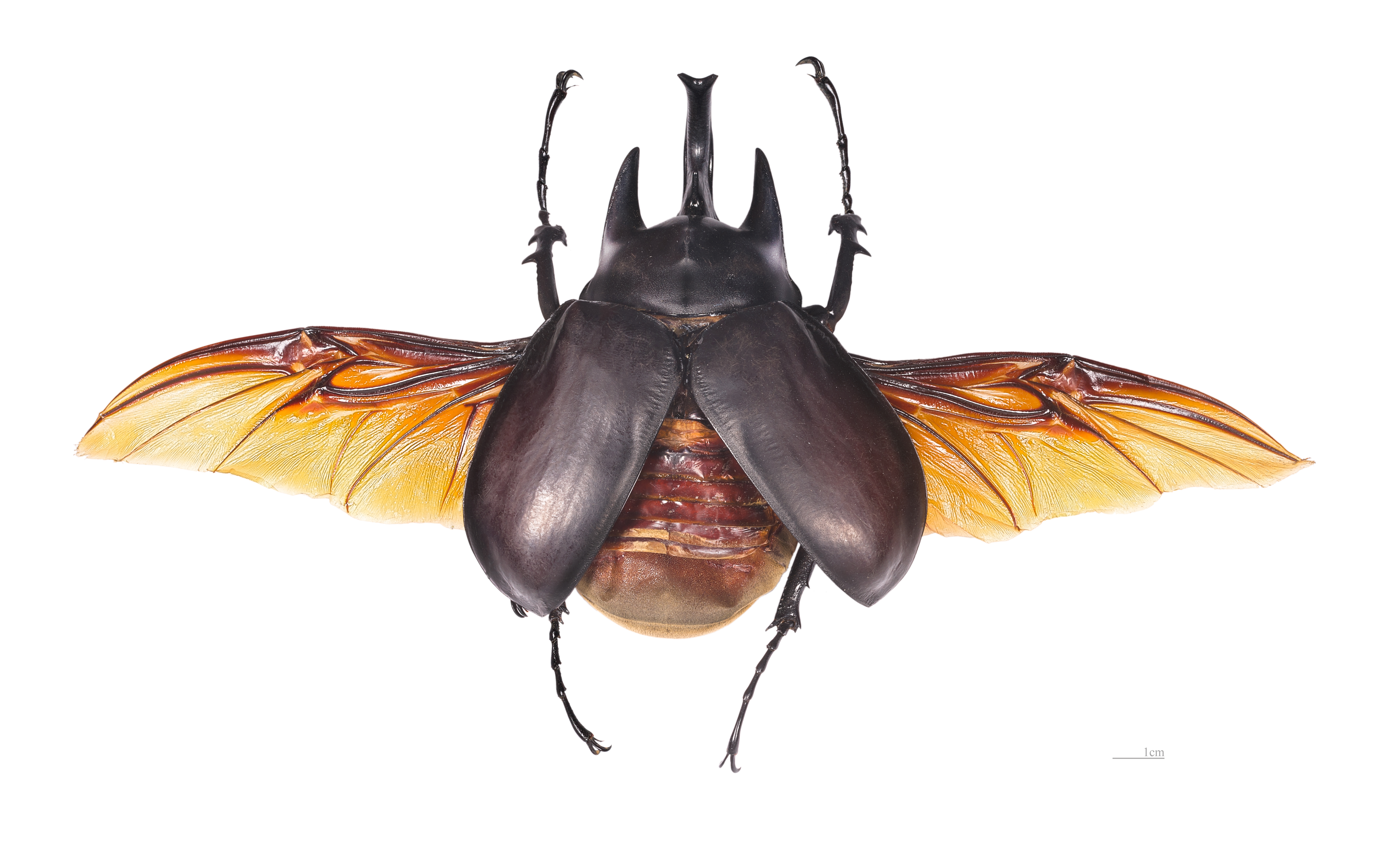
Megasoma actaeon

Comprende le seguenti specie :
- Megasoma actaeon
- Megasoma anubis
- Megasoma cedrosa
- Megasoma elephas (Fabricius, 1775)
- Megasoma gyas
- Megasoma joergenseni
- Megasoma lecontei
- Megasoma lenczyi
- Megasoma mars (Reiche, 1852)
- Megasoma nogueirai
- Megasoma occidentalis
- Megasoma pachecoi
- Megasoma punctulatus
- Megasoma ramirezorum
- Megasoma sleeperi
- Megasoma svobodaorum
- Megasoma thersites
- Megasoma vogti